# Eupithecia parcinotata
Eupithecia parcinotata là một loài bướm đêm trong họ Geometridae.